# Mengele Agrartechnik

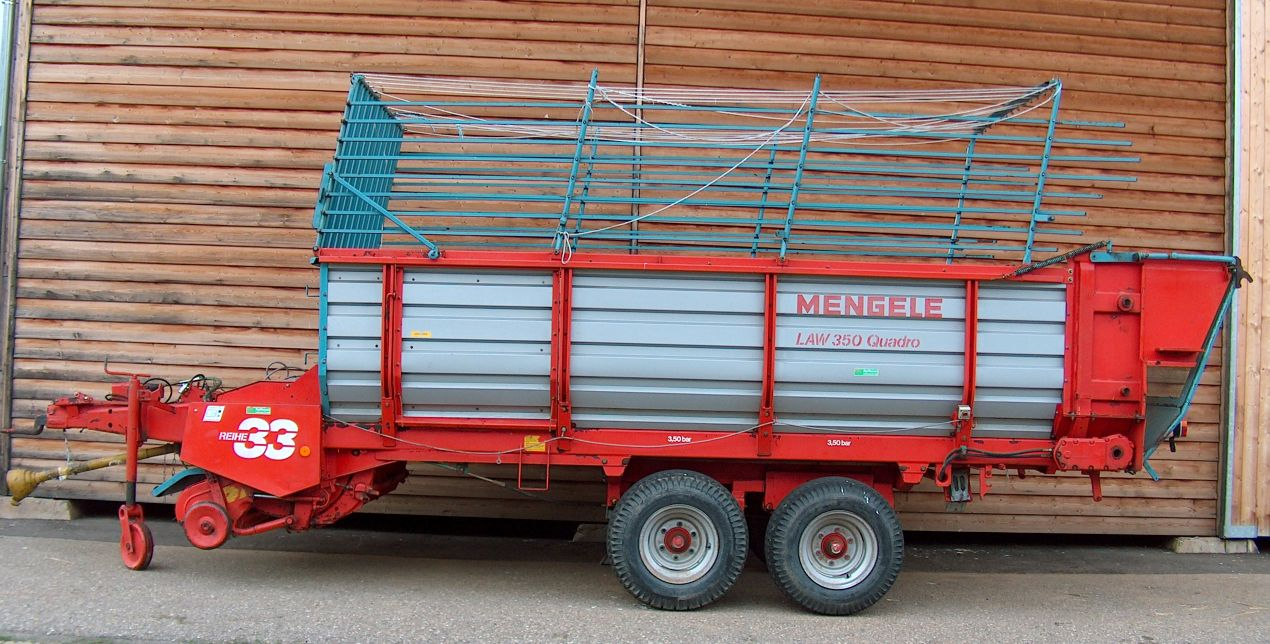
Självlastarvagn av fabrikat Mengele

Mengele Agrartechnik var en tillverkare av jordbruksmaskiner i Günzburg, Bayern, Tyskland 1871-2011.
Mengele är nu en del av Lely och 2011 slutade produkterna saluföras under namnet Mengele.